# Rio Nhamundá
O  rio Nhamundá é um curso de água que banha os estados de Roraima, Amazonas e Pará. É um dos afluentes do rio Trombetas e a principal via de navegação entre as cidades de Terra Santa, Faro e Juruti, no Pará e Nhamundá, no Amazonas.